# Insurgency
Insurgency – gra komputerowa, wyprodukowana przez amerykańskie studio New World Interactive i wydana 22 stycznia 2014 roku na PC. 16 stycznia 2016 roku do gry została dodana modyfikacja Day of Infamy, która 23 marca 2017 roku została wydana jako samodzielna gra.

## Fabuła
Akcja gry została osadzona w czasach współczesnych w jednym z krajów Bliskiego Wschodu. Oddziały wojsk zachodnich walczą z lokalnymi muzułmańskimi rebeliantami.

## Rozgrywka
Rozgrywka została podzielona na cztery tryby gry.
Rozpoczynając grę gracz wybiera między trzema klasami prędkości i siły pancerza – lekką (Skirmisher), średnią (Grunt) i ciężką (Tank). Każda klasa może wybrać swoje uzbrojenie i ekwipunek, gracz może ulepszać swoją broń.
W rozgrywce może uczestniczyć naraz maksymalnie 32 graczy.